# Sukadamai (Geureudong Pase)
Sukadamai is een bestuurslaag in het regentschap Aceh Utara van de provincie Atjeh, Indonesië. Sukadamai telt 1059 inwoners (volkstelling 2010).